# おくどうご2
おくどうご2は、愛媛阪神フェリーが運航していたフェリー。後にダイヤモンドフェリーでも運航された。

## 概要
愛媛阪神フェリーの第二船として高知重工業で建造され、1973年4月に神戸 - 今治航路に就航した。
本船の就航により、おくどうごはダイヤモンドフェリーに用船された。
1976年4月、おくどうご3の就航により、ダイヤモンドフェリーに用船され、神戸 - 松山 - 大分航路に就航した。本船の就航によりフェリールビーは係船された。
1982年12月、来島どっくから用船したおくどうご6、おくどうご8の就航により、おくどうごとともに引退した。
その後、来島どっくに売却され、ドック時の予備船として用船されていたが、1987年に台湾のTaipong Steam Shipsに売却され、Happy Princessとして就航した。
1999年にフィリピンのネグロスナビゲーションに売却され、Princess Of Negrosとして就航した。
2007年に解体された。

### 就航航路
愛媛阪神フェリー
- 神戸港（東神戸フェリーセンター） - 今治港

ダイヤモンドフェリー
- 神戸港（東神戸フェリーセンター） - 松山港 - 大分港

おくどうご2とともに就航した。

## 設計
基本的にはおくどうごの同型であるが、ブリッジの形状が変更されたほか、Aデッキ後部に船室が増設され、総トン数が約400トン、旅客定員が50名増加した。

## 船内

### 船室
- 特等室
- 一等室
- 特二等室
- 二等室

## 事故・インシデント

### 機帆船との衝突
1973年6月30日5時15分頃、神戸市垂水区平磯沖3.7kmの地点で濃霧の影響により機帆船八幡丸と衝突、八幡丸は沈没したものの乗組員2名は本船に救助され負傷者はなし。

### コンテナ船との衝突
1986年6月29日、2時18分ごろ、松山港から神戸港に向かっていた本船は、瀬戸内海の備後灘東部を航行中、六島灯台の南方約2,700メートルの地点で、神戸港から三島川之江港へ向かっていたコンテナ船第十八勢栄丸と衝突した。東航する本船に対して、西航する第十八勢栄丸が本船の針路を横切り南下する態勢で接近、本船の船首が第十八勢栄丸の左舷後部に前方から約70度の角度で衝突した。衝突の結果、本船は船首上部を圧壊、左舷船首の外板に凹損および擦過傷を生じ、左舷錨が海没した。勢栄丸は、船橋左舷側を破損、左舷上部外板に亀裂を伴う凹損を生じた。事故発生当時、天候は霧で濃霧注意報が発表されており、視程は約0.3海里と悪化していた。霧による視界制限状態で、本船が霧中信号を吹鳴せず、レーダーで探知した前路の他船と著しく接近する状況となった際、減速せず過大な速力のまま転針し進行したことと、第十八勢栄丸が同様に減速せず過大な速力のまま転針し右転したこと、とされた。